# فالدير بينديتو
فالدير بينديتو (Valdir Benedito) (25 أكتوبر 1965 في اراراكوارا في البرازيل – )؛ هو لاعب كرة قدم سابق كان يلعب كلاعب وسط. يلعب مع منتخب البرازيل لكرة القدم منذ عام 1991.

## وصلات خارجية
- فالدير بينديتو على موقع رابطة كرة القدم اليابانية للمحترفين (اليابانية)
- فالدير بينديتو على موقع قاعدة بيانات كرة القدم.إي يو (الإنجليزية)
- فالدير بينديتو على موقع ناشيونال فوتبول تيمز (الإنجليزية)
- فالدير بينديتو على موقع Soccerway.com (الإنجليزية)
- فالدير بينديتو على موقع عالم كرة القدم.نت (الإنجليزية)

- National Football Teams